# عشبية حليزنية كلوروفينولية
عشبية حليزنية كلوروفينولية (الاسم العلمي: Herbaspirillum chlorophenolicum) هي نوع من البكتيريا، سلبية الغرام، تتبع جنس عشبية حليزنية.